# Korsele
Korsele is een gehucht in de Belgische provincie Oost-Vlaanderen. Korsele ligt in Sint-Maria-Horebeke, een deelgemeente van Horebeke. Korsele is samen met de gehuchten Rokegem en Vrijsbeke een deel van de Geuzenhoek.
Korsele is een van de weinige plaatsen in Vlaanderen waar het protestantisme sinds de Reformatie ononderbroken aanwezig is geweest. Na het tolerantie-edict van 1781 van Keizer Jozef II kon de gemeenschap een kerkje bouwen. In 1823 gaf Koning Willem I de protestanten het recht om een begraafplaats aan te leggen. Tot die tijd begroeven de dorpelingen hun doden in hun eigen tuinen, omdat ze op de katholieke begraafplaatsen niet welkom waren. In 1879 bezocht Vincent van Gogh er Abraham van der Waeyen Pieterszen. Van Gogh schrijft daarover in een brief op 5 augustus 1879 aan zijn broer Theo: ben onlangs te Brussel geweest en te Maria Hoorebeeke [...] gedeeltelijk te voet, n.l. bij Ds. Pieterszen die schildert in den trant van Schelfhout of Hoppenbrouwers en wel verstand van kunst heeft.. Korsele heeft een Koning Willemdreef, een unicum in Vlaanderen (tot de hernoeming in Gent van een deel van de Baudelokaai tot Koning Willem I-kaai in januari 2018). Het huidige kerkje van Korsele stamt uit 1872.
In 2021 werd een aflevering van EO-programma Oases in de Lage Landen (met Kefah Allush) aan Korsele gewijd.

## Afbeeldingen

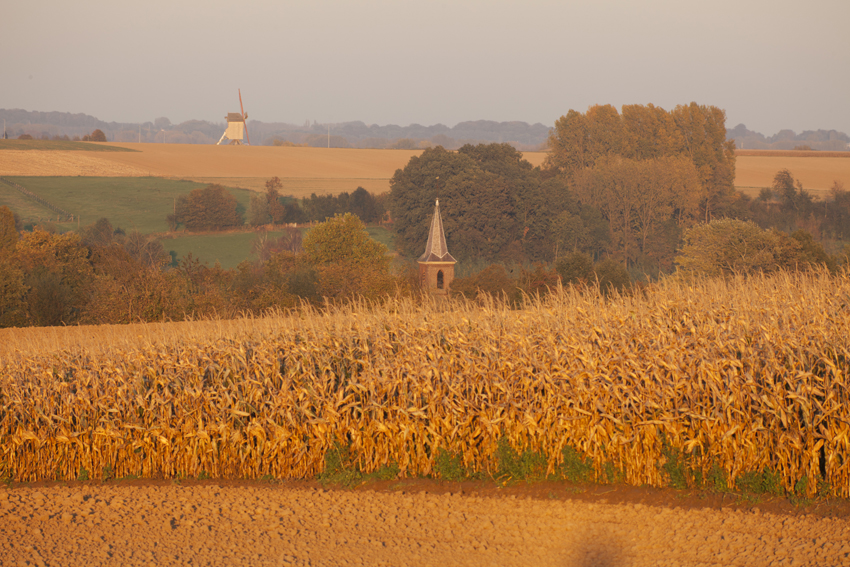
Gezicht op de kerk
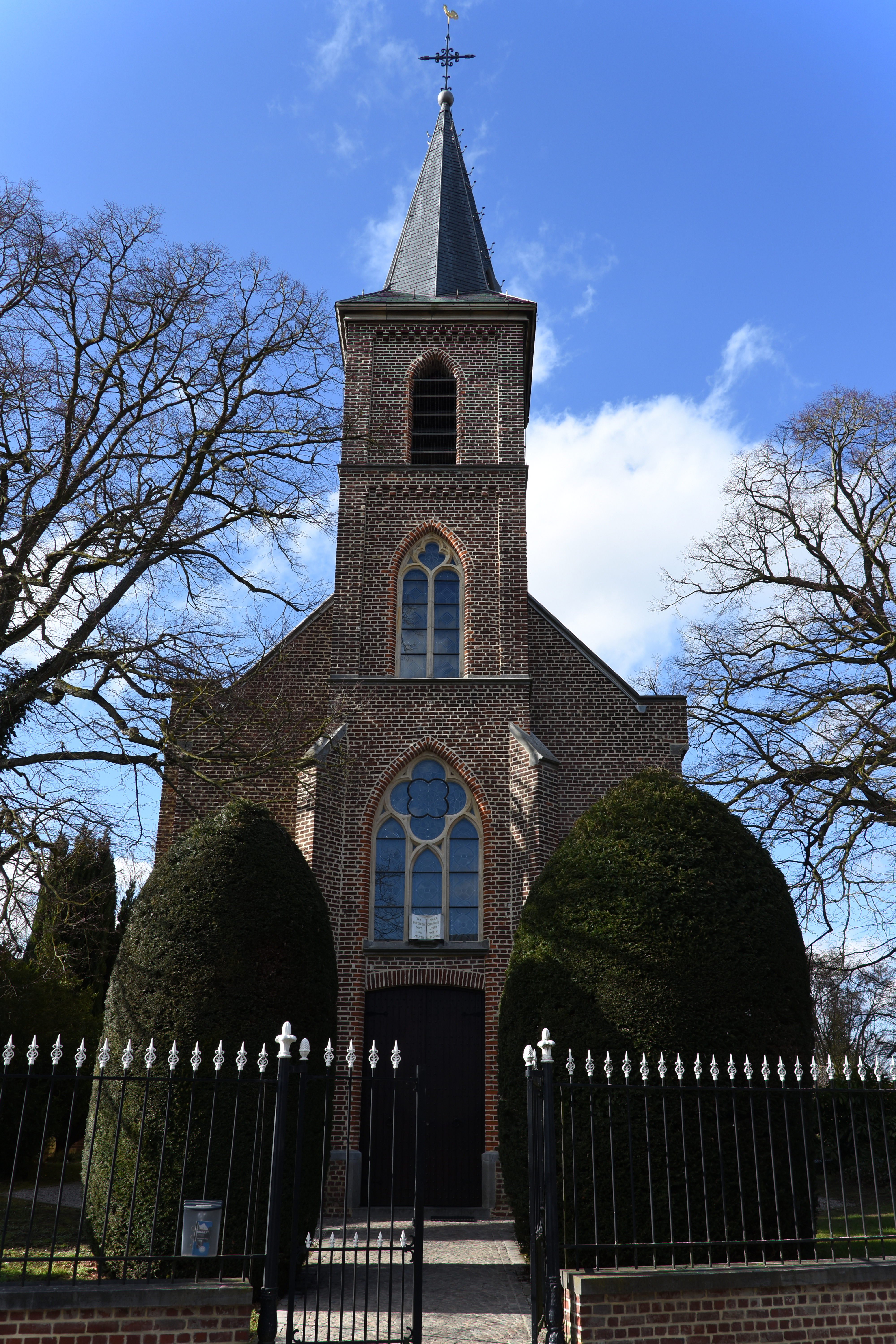
De Nieuwe Kerk (1872)
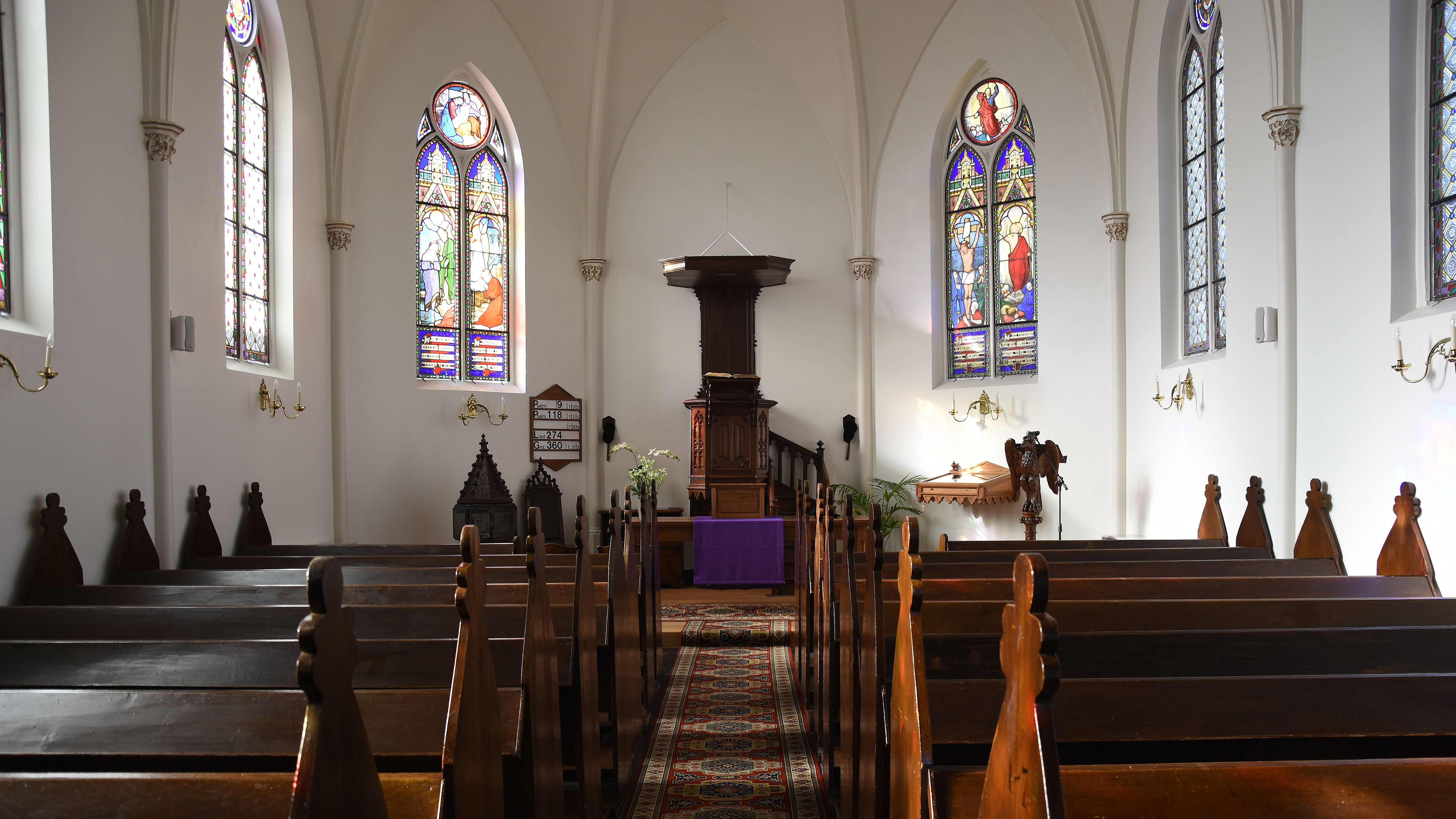
Interieur van de Nieuwe Kerk
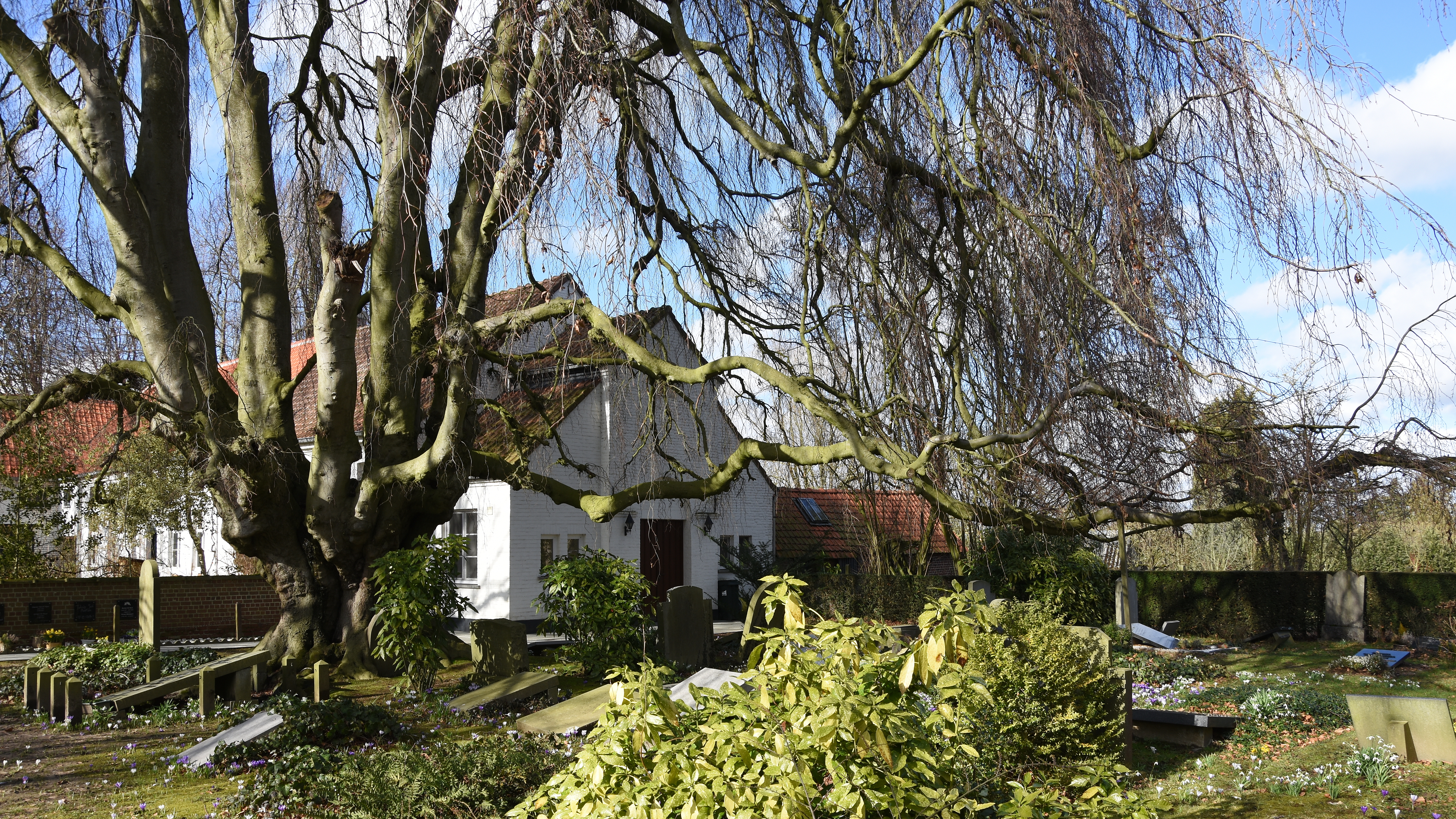
De Oude Kerk (1795) en het kerkhof
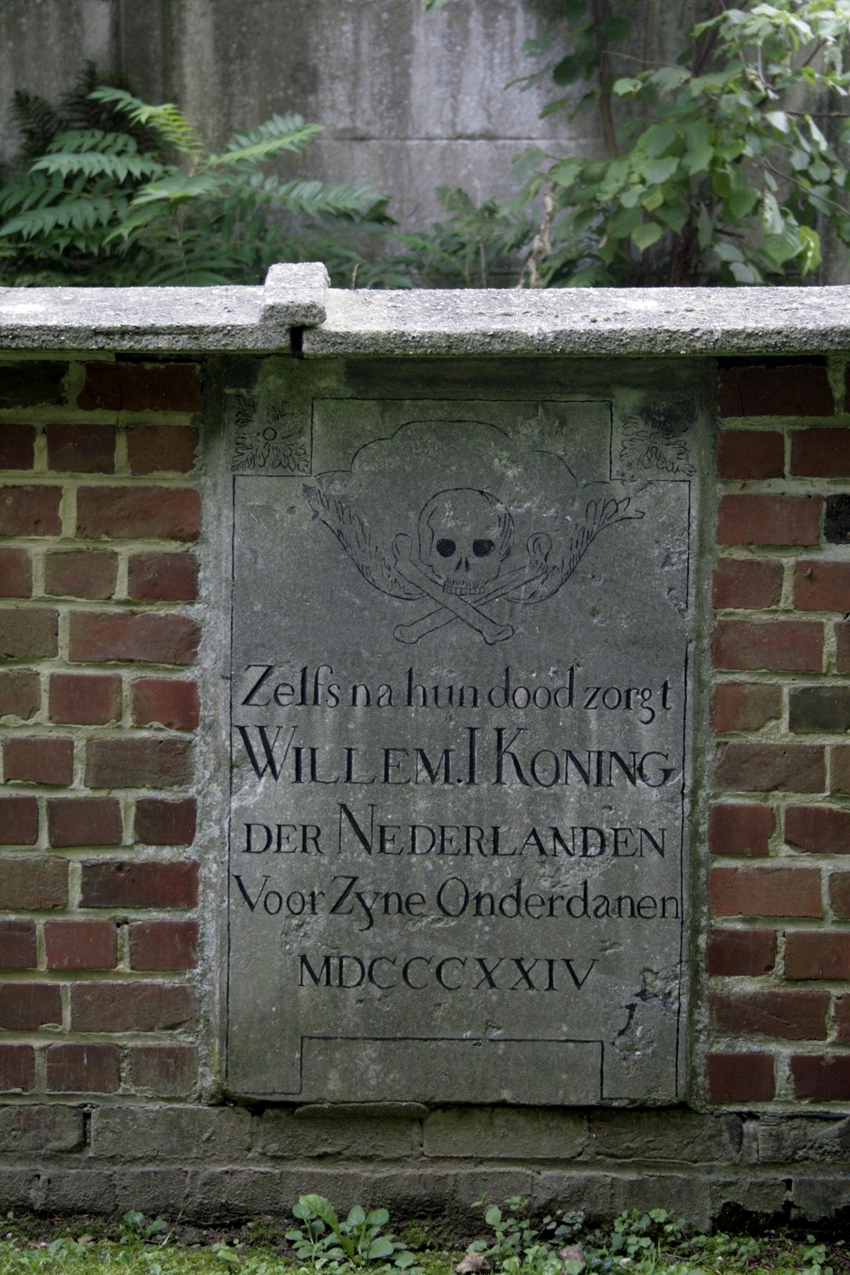
Plaquette voor Willem I
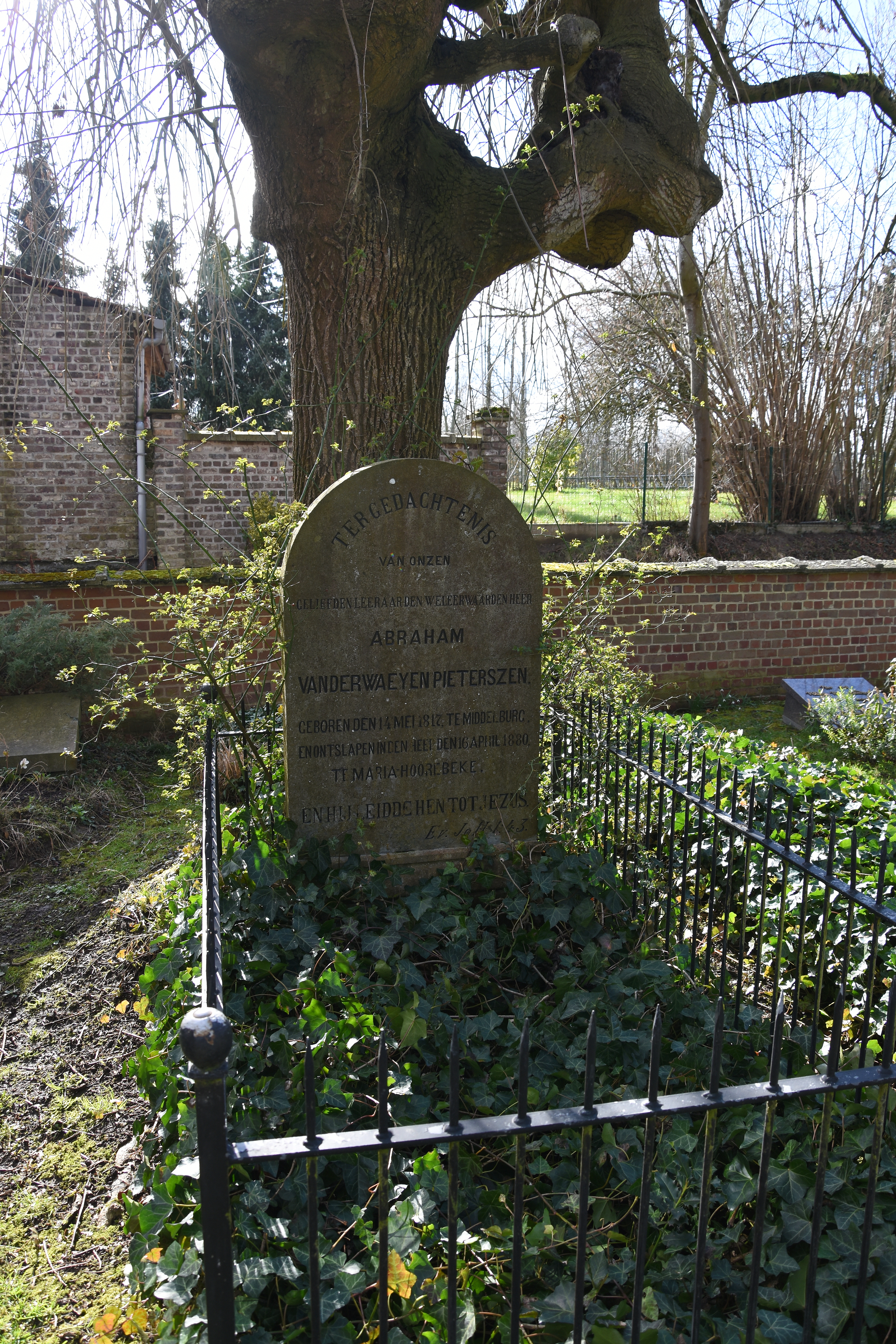
Het graf van Abraham van der Waeyen Pieterszen
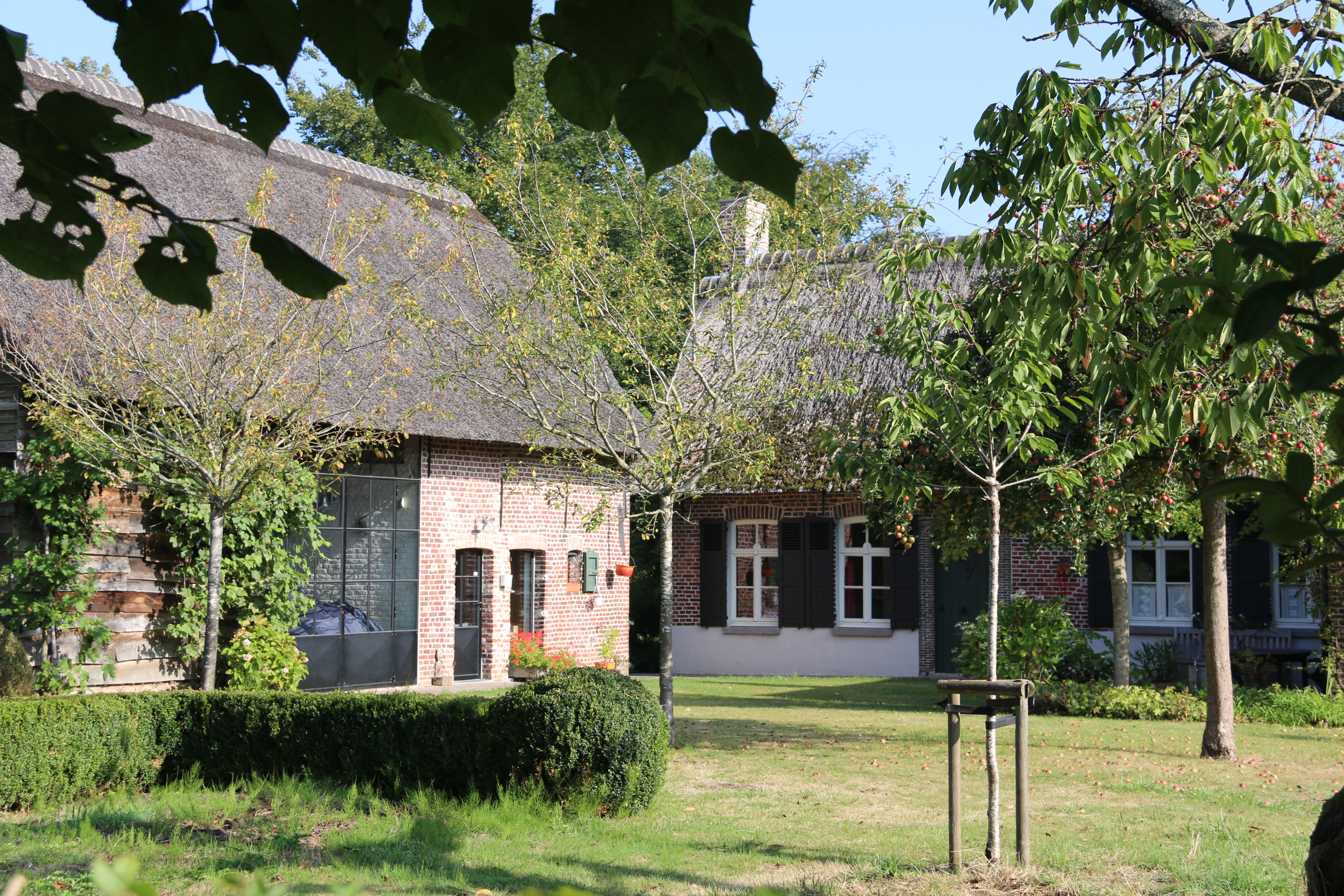
Huis 'Vinke Wietie'

## Nabijgelegen kernen
Sint-Maria-Horebeke, Sint-Denijs-Boekel
Deelgemeenten: Sint-Kornelis-Horebeke · Sint-Maria-Horebeke

Overige plaats: Korsele

Belgische gemeenten · Arrondissement Oudenaarde · Oost-Vlaanderen · Vlaanderen